# Daniel Petit
Pour les articles homonymes, voir Petit.
Daniel Petit (né le 27 septembre 1948) est un homme politique canadien. Il a été de 2006 à 2011 le député de Charlesbourg—Haute-Saint-Charles, sous la bannière du Parti conservateur du Canada.

## Biographie
Avocat de profession, Petit est diplômé de l'université Laval et est appelé au Barreau du Québec en 1973. Il est fondateur et partenaire de la firme Petit, Beaudoin, société nominale d'avocats. Petit se spécialise en droit du travail et d'administration et est organisateur pour les conservateurs et les progressistes-conservateurs depuis les années 1980.
Il est d'abord élu à la Chambre des communes du Canada lors de l'élection fédérale canadienne de 2006 à titre de député conservateur de Charlesbourg—Haute-Saint-Charles, défaisant le député bloquiste sortant Richard Marceau. Il a été réélu en 2008 et nommé secrétaire parlementaire à la justice. Daniel Petit a été défait à l'élection de 2011.